# Anthony Tyler Quinn
Anthony Tyler Quinn (New London, 25 de julho de 1964) é um ator estadunidense.

## Filmografia Selecionada
- Pretty Little Liars (2012) Interpretou Ron
- House MD
- A Christmas Snow (2010)
- No Greater Love (2010) Interpretou Jeff
- Greyscale (2009) Interpretou Jonathon Cole
- Smuggler's Ransom (2006) Interpretou Bill Donley
- Ask Harriet (1998) Interpretou Jack Cody
- Caroline in the City (1995) (TV series) (1999) Interpretou; Randy
- Abandoned and Deceived  (1995)
- Boy Meets World (1993) (TV series) (1994–1997) – Jonathan Turner
- Melrose Place (1992) (TV series) (1998) – Rory Blake
- The Chase (1991) – Dale
- Problem Child (1990) – Steven Stepjack
- Working Girl (1990) (TV series) – Sal Pascarella
- Peyton Place (1985 series remake) – Joey Harrington
- Airwolf (1984 series) – Everett

### Ligações Externas
- Anthony Tyler Quinn. no IMDb.